# Wim Esajas
Wim Esajas, właśc. Siegfried Willem Esajas (ur. 16 kwietnia 1935, zm. 30 kwietnia 2005 w Paramaribo) – surinamski lekkoatleta specjalizujący się w biegach średniodystansowych, który miał wystąpić w konkurencji 800 metrów na igrzyskach olimpijskich w Rzymie. Był pierwszym surinamskim olimpijczykiem i chorążym reprezentacji. Fred Glans, szef narodowej delegacji olimpijskiej, błędnie poinformował zawodnika, że biegi kwalifikacyjne będą miały miejsce po południu (w rzeczywistości odbyły się rano), dlatego Esejas nie wystąpił w zawodach i po odkryciu prawdy powrócił do kraju w niesławie. W powszechnym przekonaniu utarło się, że Esajas spał w czasie rozgrywania swojej konkurencji, tracąc swoją szansę. Z tego powodu konferansjer ceremonii otwarcia igrzysk olimpijskich w Montrealu w 1976 żartobliwie nazwał Surinam krajem, który przespał swoją pierwszą olimpiadę.
W latach 50. Esajas był wielokrotnym rekordzistą kraju w biegach na 800, 1500 i 3000 metrów, ponadto został wybrany najlepszym surinamskim sportowcem roku 1956. Rozgoryczony wydarzeniami na igrzyskach olimpijskich w Rzymie porzucił sport, wciąż powtarzając, że nie przespał zawodów. Ukończył szkołę ogrodniczą w Deventer i powrócił do kraju, zostając hodowcą kwiatów. W 2002 pojawił się w wiadomościach dzięki wynalezieniu specjalnej sadzarki opartej na starej oponie samochodowej. W ten sposób Surinam mógł zarówno rozwiązać problem niedoboru sadzarek, jak i zużytkować nadmiar opon samochodowych.
Rodzina zawodnika zaangażowała się w przeprowadzenie śledztwa w sprawie Esajasa. Zgodnie z jej ustaleniami odpowiedzialność za zaistniałą sytuację ponosił Fred Glans, jednak prawda została ujawniona dopiero po 45 latach. Przedstawiciele Komitetu Olimpijskiego Surinamu oznajmili mu pomyłkę w 70. rocznicę urodzin, gdy leżał schorowany w szpitalnym łóżku. Esajas otrzymał certyfikat za całokształt dokonań, tablicę olimpijską, kompozycję kwiatową i oficjalne przeprosiny. Dwa tygodnie później zmarł. Jego syn, Werner Esajas, mówił Australian Associated Press, że w chwili oczyszczenia imienia ojca zaświeciły mu się oczy, był szczęśliwy i zdarzenie to wystarczyło, aby nareszcie zaznał spokoju.